# Sterowik białobrzuchy
Sterowik białobrzuchy (Tanysiptera hydrocharis) – gatunek małego ptaka z podrodziny łowców (Halcyoninae) w rodzinie zimorodkowatych (Alcedinidae). Słabo poznany ptak występujący tylko na południu wyspy Nowa Gwinea oraz na Wyspach Aru. Według IUCN jest gatunkiem niedostatecznie rozpoznanym (DD, ang. Data Deficient).

## Systematyka
Pierwszego naukowego opisu taksonu dokonał angielski zoolog George Robert Gray, nadając mu nazwę Tanysiptera hydrocharis. Opis ukazał się w 1858 roku w „Proceedings of the Zoological Society of London”. Autor jako miejsce typowe wskazał Wyspy Aru.
Uważa się, że ten takson jest blisko spokrewniony ze sterowikiem dużym (T. galatea), od którego wyodrębnił się na Wyspach Aru. W późniejszym czasie zasiedlił Nową Gwineę, gdzie występuje sympatrycznie ze sterowikiem dużym bez krzyżowania się z nim. Gatunek monotypowy.

### Etymologia
- Todiramphus: rodzaj Todus Brisson, 1760 (płaskodziobek); gr. ῥαμφος rhamphos „dziób”[10].
- hydrocharis: gr. ὑδροχαρις hudrokharis – „łaskawy dla wody”[11].

## Morfologia
Małej wielkości ptak o dużym, szerokim u nasady, czerwonym dziobie. Nogi i stopy oliwkowo-szare. Tęczówki ciemnobrązowe. Nie występuje dymorfizm płciowy. Obie płcie mają ciemnoniebieską głowę z ciemniejszą czarniawą maską przechodzą od nasady dzioba na kark i grzbiet. Górna część głowy nieco jaśniejsza. Podgardle, gardło, brzuch, boki, pokrywy podogonowe, zad i pokrywy ogonowe białe. Pokrywy skrzydeł ciemnoniebieskie. Ogon długi, ciemnoniebieski, z silnie wydłużonymi, jaśniejszymi, dwiema środkowymi sterówkami, które są o 11 cm dłuższe niż jego reszta, a zakończone są białymi łopatkowymi końcówkami. Młode osobniki są brązowoszare z rdzawo-płowym spodem ciała i brązowym dziobem.
Długość ciała 30 cm (19 cm bez środkowych sterówek). Szczegółowe wymiary na podstawie:
|                                            | Samiec | Samica |
| ------------------------------------------ | ------ | ------ |
| Długość skrzydła (mm)                      | 82–91  | 86–92  |
| Długość dzioba (mm)                        | 28–31  | 28–31  |
| Długość ogona bez środkowych sterówek (mm) | 56–72  | 56–65  |
| Długość skoku (mm)                         | 15–17  | 15–17  |

## Zasięg występowania
Sterowik białobrzuchy występuje tylko w południowej części wyspy Nowa Gwinea – w ekoregionie Trans-Fly w dorzeczach rzek Fly, Oriomo i Maro (Merauki) oraz na Wyspach Aru. Występuje najczęściej na terenach położonych na wysokości do 300 m n.p.m. Zasięg występowania (EOO, Extent of Occurrence) według szacunków organizacji BirdLife International obejmuje około 186 tys. km².

## Ekologia
Głównym habitatem sterowika białobrzuchego są gęste nizinne lasy tropikalne bardziej suche niż zamieszkiwane przez sterowika dużego. Jest gatunkiem najprawdopodobniej osiadłym. Dieta tego gatunku jest słabo zbadana, składa się z owadów i ich larw. Długość pokolenia jest określana na 5,7 roku.

### Rozmnażanie
Brak szczegółowych informacji na temat rozmnażania. Na Wyspach Aru jaja składa w okolicach kwietnia, młodego ptaka (podlota) obserwowano w maju; stwierdzono gniazdowanie w nadrzewnej termitierze.

## Status zagrożenia
W Czerwonej księdze gatunków zagrożonych Międzynarodowej Unii Ochrony Przyrody gatunek ten został zaliczony do kategorii DD (ang. Data Deficient – brak danych). Ptak ten jest słabo poznany i nie określono jego liczebności. BirdLife International nie ocenia trendu liczebności populacji.